# TRAVYS
TRAVYS (Transports Vallée de Joux, Yverdon-les-Bains, Ste-Croix) is een Zwitserse spoorwegmaatschappij voor personenvervoer en goederenvervoer in en rond het kanton Vaud.

## Geschiedenis
TRAVYS ontstond op 1 januari 2001 door een fusie van Chemin de fer Yverdon - Ste-Croix (YSteC) met Chemin de fer Pont-Brassus (PBr) en met Transports publics Yverdon-Grandson et environs (TPYG).
Op 1 juni 2003 sloot de Chemin de fer Orbe-Chavornay (OC) en later ook de Usines de l'Orbe (Orbe Kraftwerke) zich aan bij TRAVYS. In 2008 fuseerden de Chemin de fer Orbe-Chavornay (OC) en TRAVYS.

## Trajecten
TRAVYS bedient de volgende trajecten:
- spoorlijn Le Pont - Le Brassus, treindienst uitgevoerd door SBB
- spoorlijn Yverdon-les-Bains - Sainte-Croix
- spoorlijn Orbe - Chavornay
- Stadsbus in Yverdon-les-Bains, Cheseaux-Noréaz, Montagny en in Chamblon
- Schnellbus Yverdon-les-Bains - Orbe - Vallorbe (onder meer TGV-aansluiting)
- Buslijn L'Auberson - Sainte-Croix - Bullet - Mauborget

## Galerij

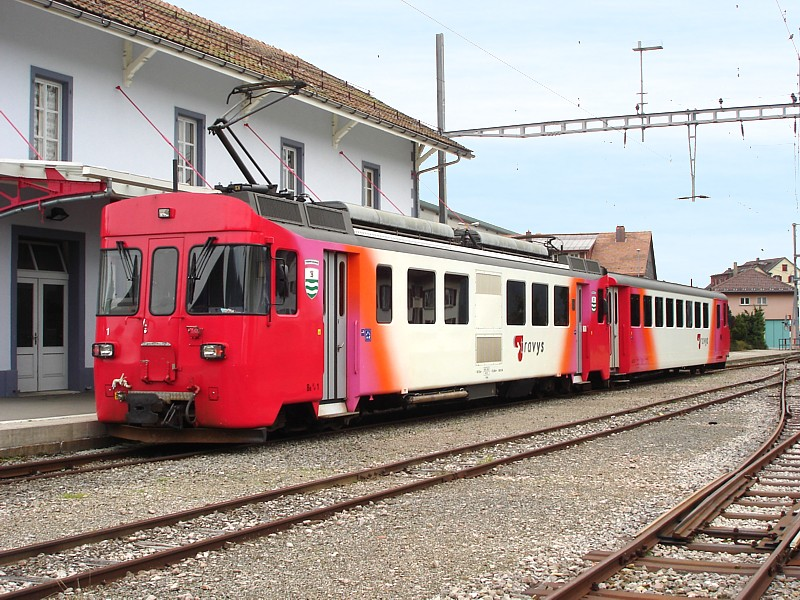
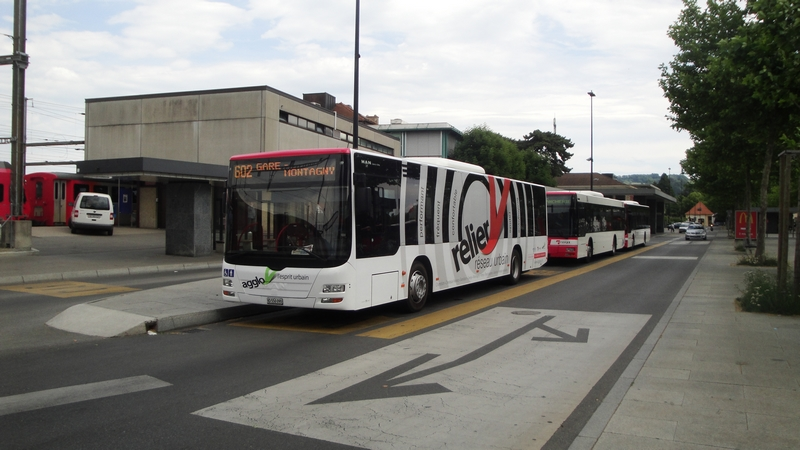
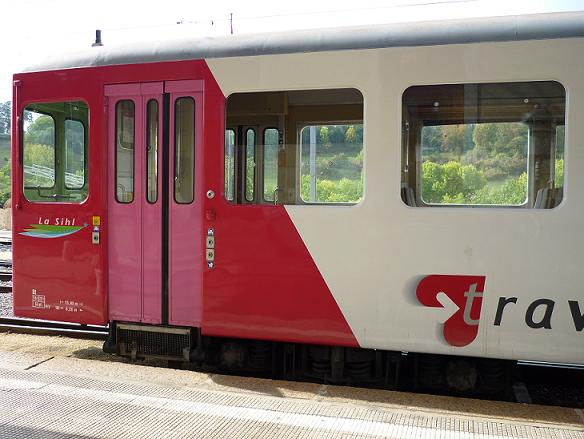